# Krumtapaksel
En Krumtapaksel er en del af en krumtapmekanisme, som konverterer en frem-og-tilbage bevægelse (for f.eks. stempler) til en roterende bevægelse.
I en bils forbrændingsmotor overføres bevægelserne fra krumtapakslen via kobling og gearkasse til hjulene. Krumtapakslen er en aksel, hvor der ud for hvert stempel er en U-formet forskydning af akslen, som giver plads til at stemplets vandring (slaglængden) kan foregå.

## Teknisk indplacering
Krumtapakslen er monteret i motorblokken på et antal hovedlejetappe placeret mellem stemplerne, hvor krumtapakslen hviler i hovedlejerne. Disse kan være forstærket med lejepander, der er metalforinger i en speciel metallegering. Hen over krumtapakslen monteres en bro med den anden lejehalvdel. Disse lejer tvangssmøres via smørekanaler fra oliepumpen.
I den forskudte del af krumtapakslen findes plejlstangssølerne (lejer). Her monteres plejlstængerne, som er forbindelsen til stemplerne. Disse hviler i plejllejerne. Til smøring af plejllejerne er der gennemboret oliekanaler fra hovedlejerne til plejlstangslejerne. Modsat Plejlstangssølerne, som en integreret del af krumtapakslen, er kontravægtene, der skal udligne slagets vægt, for at sikre en så vibrationsfri rotation som muligt.
I en bilmotor er krumtapakslen normalt monteret med remskiver til drivremme i den ene ende, samt eventuelt tandhjuls eller taktremsoverførsel til knastaksel og et svinghjul i den anden ende.
Svinghulets funktion er at, via den opsamlede inerti, ophæve dødpunktet i krumtapakslen. Dødpunktet er den position på krumtapakslens rotation, hvor alle stempler enten er i top eller bund samtidigt, og derfor ikke afgiver nogen energi til motoren.
På svinghjulet er koblingen monteret, og herfra leverer krumtapakslen energien videre til gearkassen, som overfører drivkraften til bilens hjul via differentialet.